# Gia Tân 1
Gia Tân 1 là một xã thuộc huyện Thống Nhất, tỉnh Đồng Nai, Việt Nam.
Xã Gia Tân 1 có diện tích 21,01 km², dân số năm 1999 là 13.542 người, mật độ dân số đạt 645 người/km².

## Hành chính
Xã Gia Tân 1 được chia thành 3 ấp: Dốc Mơ 1, Dốc Mơ 2, Dốc Mơ 3.